# Famegana eggletoni
Famegana eggletoni är en fjärilsart som beskrevs av Corbet 1941. Famegana eggletoni ingår i släktet Famegana och familjen juvelvingar. Inga underarter finns listade i Catalogue of Life.